# 레인 톰 주니어
레인 톰 주니어(Layne Tom Jr., 1927년 6월 19일 ~ 2015년 1월 14일)는 미국의 배우이다.
로스앤젤레스에서 태어났으며 헌팅턴비치에서 사망하였다.

## 영화
- 찰리 찬 앳 더 올림픽 (1937년)
- 스토우어웨이 (1936년)